# Piazza Italia (Reggio Calabria)

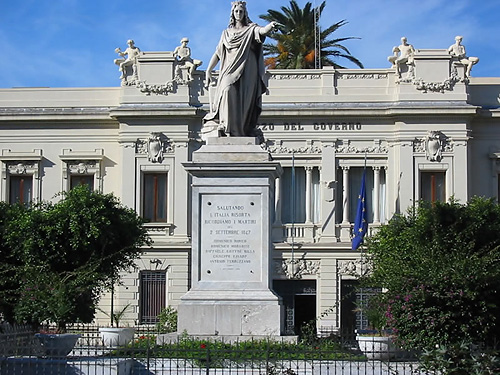
Uno scorcio di piazza Italia: Il Monumento all'Italia e la Prefettura.

Piazza Vittorio Emanuele II (anticamente Tocco Piccolo), meglio nota come Piazza Italia, è una delle piazze più importanti della città di Reggio Calabria.

## Descrizione
Piazza Italia, la cui pianta è di forma quadrata, apre il suo lato sud orientale sul corso Garibaldi, ed è orientata seguendo l'impianto urbanistico del centro storico in posizione obliqua rispetto ai punti cardinali.
Circondata da importanti edifici istituzionali che vi si affacciano, la piazza è il cuore politico-amministrativo del territorio reggino. In particolare sulle direttrici ortogonali sorgono:
- Palazzo San Giorgio, sede del municipio, a nord-est;
- il Palazzo del Governo, sede della Prefettura, a nord-ovest;
- il Palazzo Melissari-Musitano, a sud-est;
- Palazzo Foti, sede della Provincia, a sud-ovest;

mentre adiacenti obliquamente sorgono:
- Palazzo Spanò Bolani, a nord;
- il Teatro Francesco Cilea, a est;
- il Palazzo del Banco di Napoli, a ovest.

Al centro della piazza sorge il monumento all'Italia, che da 140 anni ne caratterizza la denominazione popolare.

## Storia

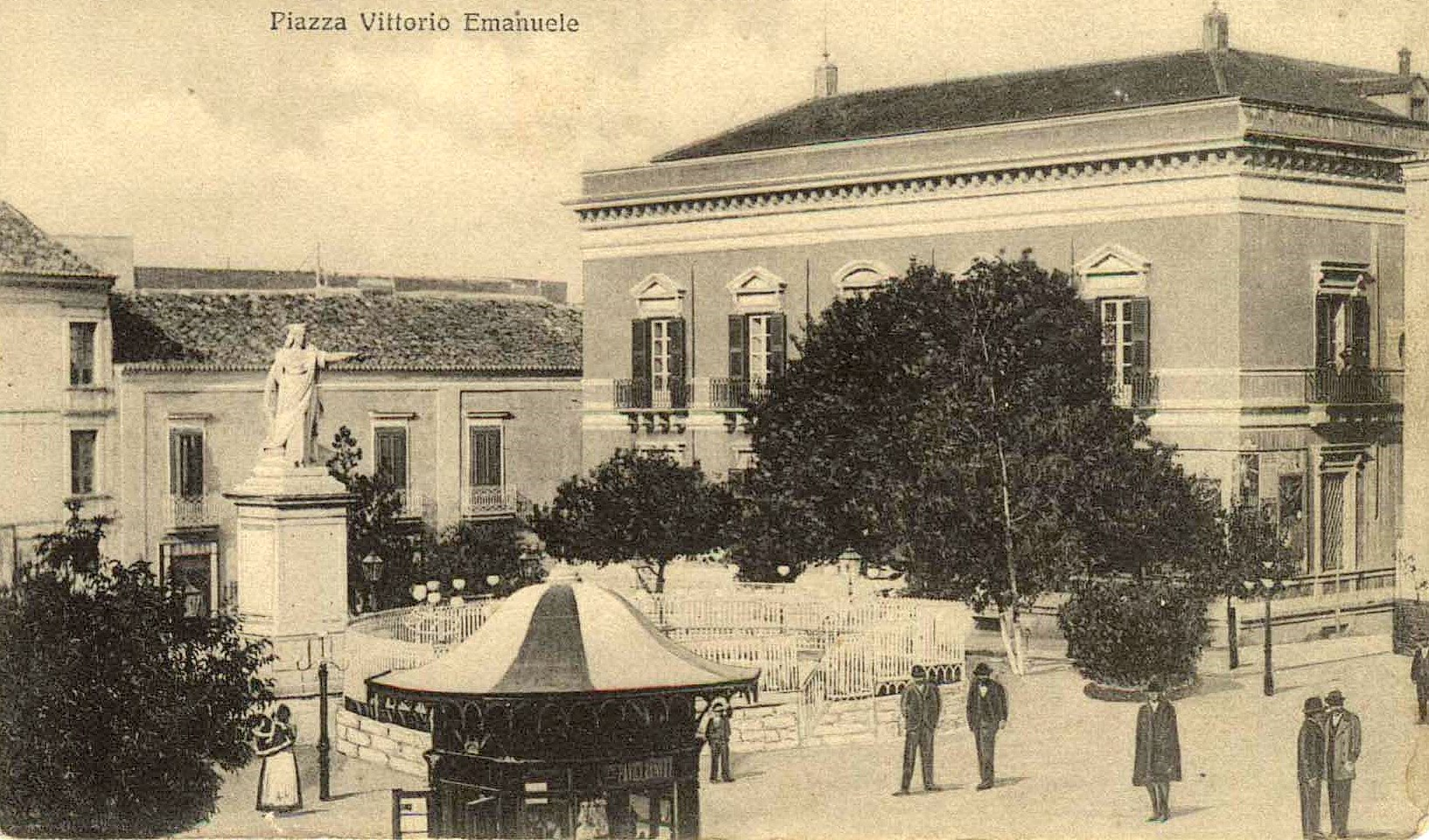
Piazza Vittorio Emanuele nell'800.

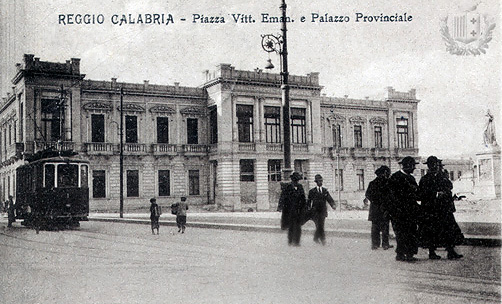
Inizio '900: la piazza, Palazzo Foti, e la statua dell'Italia.

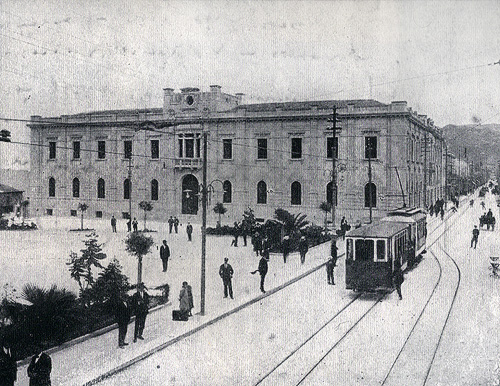
Prospetto di Palazzo San Giorgio sulla piazza.

Nel corso dei secoli l'area oggi conosciuta come Piazza Italia ha avuto numerose denominazioni, strettamente legate alle vicende e alle epoche storiche di Reggio:
Durante il periodo aragonese, tra il XVI e il XVII secolo, era denominata Tocco Piccolo, in relazione alla consuetudine amministrativa di dividere la città in due Tocchi. Nelle due piazze venivano eletti i tre sindaci della città: mentre al Tocco Piccolo si eleggeva il rappresentante di estrazione nobiliare, al Tocco Grande, cioè la piazza del Duomo, venivano eletti gli altri due che erano il rappresentante del popolo e quello delle classi artigiane.
Dopo il terremoto del 1783, la piazza fu prevista nel progetto del ing. Giovan Battista Mori.
Nel XIX secolo, tra il 1810 e il 1860, la piazza alternò ben sette denominazioni, delle quali tre attribuite dal popolo: prima piazza della Cattolica (legata alla presenza dell'omonima chiesa); poi Re Gioacchino, in onore del re di Napoli Gioacchino Murat, per il quale venne eretto anche un obelisco; durante la Restaurazione, venne chiamata piazza dei Gigli, con riferimento all'allora famiglia reale dei Borbone, in onore dei quali, nel 1828, venne eretto un monumento dedicato a Ferdinando I Re delle Due Sicilie.
Con l'ingresso in città di Giuseppe Garibaldi e l'unificazione dell'Italia, nel 1860 la statua borbonica venne abbattuta e la piazza venne intitolata a Vittorio Emanuele II di Savoia re del nuovo Regno d'Italia.
Nel 1868 viene collocata la statua in marmo bianco di Carrara, che tuttora si erge al centro della piazza, opera dello scultore Rocco Larussa, che rappresenta una figura femminile, l'Italia.
Dopo il terremoto del 1908 la piazza fu prevista nel piano di riedificazione redatto dall'ing. Pietro De Nava.
Al 1914 risalgono alcune modifiche relative all'ampliamento dell'area, condizionate dalla successiva realizzazione di Palazzo San Giorgio, e al riposizionamento centrale della statua dell'Italia rispetto al nuovo assetto della piazza. L'assetto scenografico dell'invaso, si completò poi con l'edificazione del Palazzo della Provincia al posto dell'edificio dell'Intendenza di Finanza, e con il Palazzo della Prefettura nel sito in cui prima sorgevano il Monastero della Visitazione e l'antica Prefettura.

### Curiosità
Accanto alle denominazioni ufficiali, si ricordano anche quelle che la piazza ha avuto nel corso dei secoli dettate dall'affetto del popolo:
- piazza Mercato, durante il periodo della dominazione francese;
- piazza 'Ndagghi, intesa come luogo di ozio, di sosta;
- infine l'attuale piazza Italia, legata alla presenza della statua di Rocco Larussa.

## Gli scavi archeologici

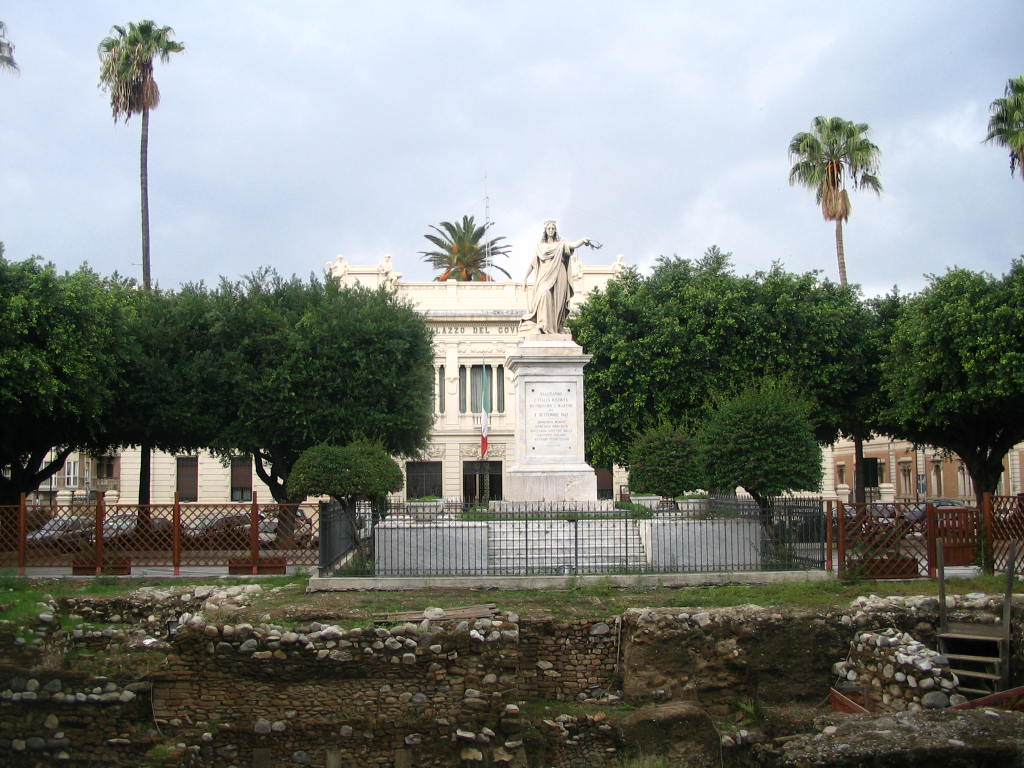
Scavi a ridosso del monumento a Vittorio Emanuele II di Savoia

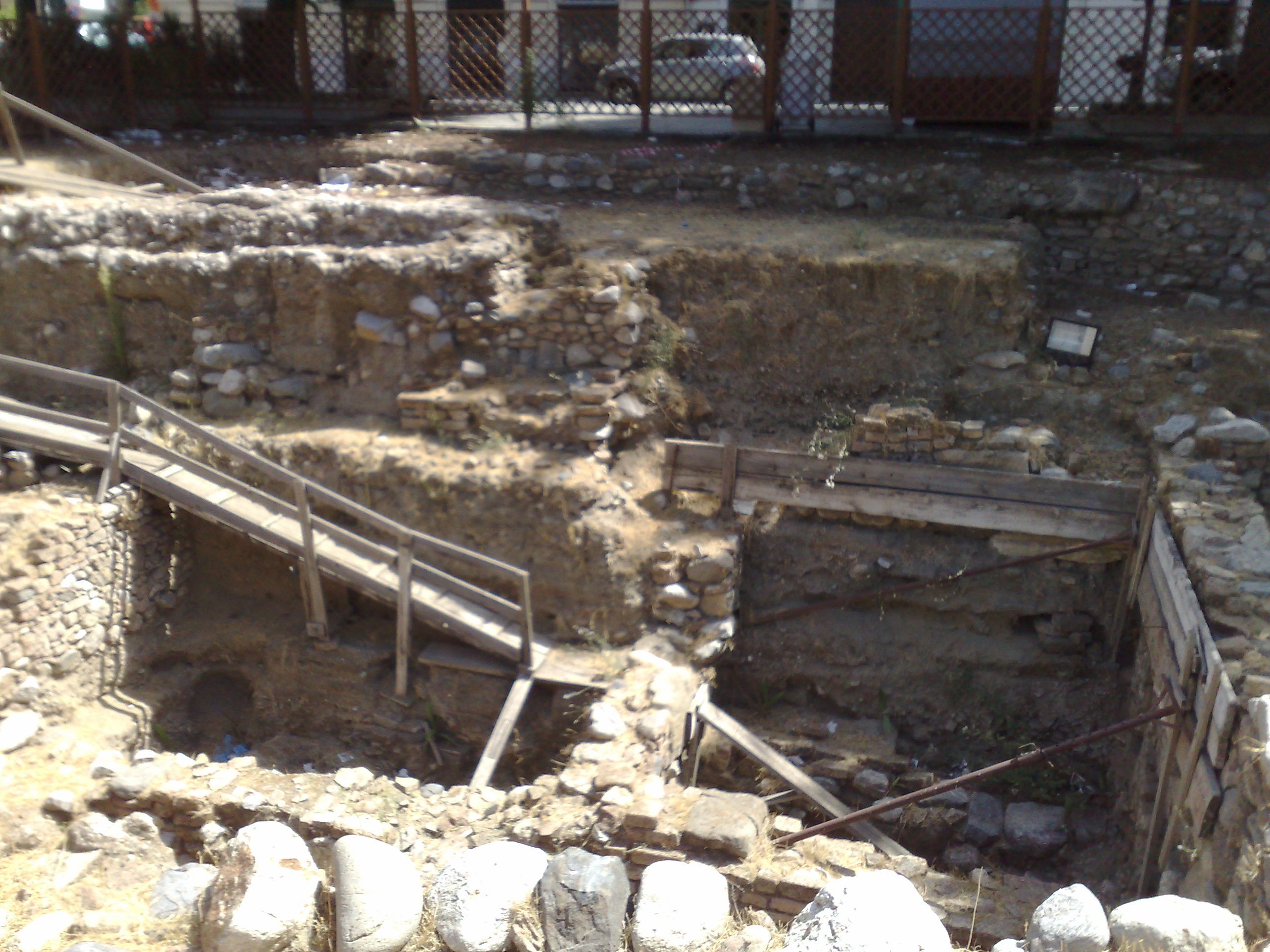
Vista degli scavi

Con gli interventi di restauro e ristrutturazione della piazza eseguiti all'inizio del nuovo millennio è venuta alla luce una importante sequenza stratigrafica che documenta, come in nessun altro luogo, la vita della città dalla fondazione di Rhegion (VIII secolo a.C.) fino agli eventi successivi al terremoto del 1908. In particolare le campagne di scavo effettuate tra il 2000 ed il 2004, che hanno interessato il settore sud-orientale della piazza, hanno portato alla luce un'area adiacente ad un asse stradale orientato nord-sud, corrispondente grosso modo all'odierno asse stradale di corso Garibaldi, la cui continuità sino all'età moderna è stata riconosciuta almeno dall'età romana, ma verosimilmente attribuibile già alla precedente plateia della colonia greca. L'interesse storico di questa zona, da sempre centro urbano della città, è attestato dalla ricchezza dei materiali rinvenuti nei circa sei metri di stratigrafia indagata e nelle undici fasi di edificazione riconosciute attraverso gli scavi.
Lo scavo archeologico ha raggiunto le sabbie geologiche precedenti ad ogni fase di occupazione antropica. In queste, alcune tracce di fori di palo sono state identificate e documentate in un'area troppo piccola per permettere alcuna interpretazione. La più antica fase costruttiva documentata, databile da frammenti ceramici associati all'VIII secolo a.C., è rappresentata da una struttura muraria in schegge di pietra e ciottoli larga circa un metro e con orientamento differente rispetto a quello che sarà poi seguito da tutte le fasi successive. Allo spianamento e seppellimento di questo edificio succede in età arcaica (fine VII-VI secolo a.C.) l'edificazione di strutture murarie con orientamento nord-sud relativo all'impianto stradale che verrà mantenuto nei secoli successivi.
Lo stesso orientamento è ripreso da una strada basolata di età romana e da strutture laterizie relative a quattro vani rettangolari, i cui muri conservano traccia di restauri e ristrutturazioni in tecniche differenti e associate a materiali ceramici di fine III-inizio IV secolo d.C., forse legate ai dissesti provocati dal terremoto che devastò la città intorno alla metà del IV secolo d.C.
Segue una fase datata ai secoli VI-X, è riconoscibile nella presenza di alcuni vani adibiti ad attività commerciali, con pozzi e cisterne, all'interno dei quali sono state ritrovate monete e ceramiche di importazione costantinopolitana che testimoniano l'importanza di Reggio nell'ambito del commercio marittimo nei secoli dell'Impero bizantino.
Al XII secolo, in epoca normanna, appartiene probabilmente un muro lungo circa 12 metri che delimita un edificio, suddiviso in ambienti più piccoli, sede di attività artigianali, legate alla lavorazione del bronzo. A conferma della vitalità economica e commerciale dell'area nell'Alto Medioevo, sono stati ritrovati numerosi reperti: monete bronzee (alcune con indicazioni arabe), ceramiche invetriate di provenienza siculo-magrebina, vetri, metalli e perfino un tarì d'oro (moneta araba diffusa in Sicilia).
Il XIV secolo, in epoca angioina, è attestato in una serie di edifici articolati nell'ambito di uno stesso isolato, che mantengono per lo più lo stesso andamento del sottostante impianto di epoca greca. Anche in questo caso, sono presenti molti vani adibiti a magazzino, delimitati da murature realizzate in materiale povero di provenienza locale.
La destinazione del sito come piazza pubblica risale al XIX secolo: delimitata da canali di scolo delle acque, probabilmente ospitava delle vasche con fontane. È stata inoltre ritrovata l'originaria fondazione del basamento che dal 1828 ospitava la statua di Ferdinando I delle Due Sicilie, poi sostituita con l'attuale monumento che rappresenta l'Italia, dedicato a Vittorio Emanuele II, e dal quale la piazza prende il nome.
Gli scavi sono stati eseguiti dalla ditta Congiusta di Locri (RC) e dalla Akhet s.r.l. di Roma sotto la direzione scientifica della dott.ssa Emilia Andronico della Soprintendenza Archeologica della Calabria.

## La piazza oggi
Inaugurata il 6 aprile 2012, ultimati i lavori di scavo archeologico, la piazza presenta quattro lucernai composti in acciaio e spesso vetro posti poco al di sopra del manto calpestabile oltre a teche e pannelli descrittivi utili ad illustrare gli scavi, ai quali si accede attraverso una struttura anch'essa in acciaio e vetro. La scala che conduce alle testimonianze del passato ha forma elicoidale ed è appesa alla struttura di copertura: il piano d'arrivo della scala è costituito da una passerella caratterizzata da una griglia per far intravedere le mura. La stessa griglia è realizzata, nei punti di maggior rilievo, in vetro stratificato.
La pavimentazione lapidea della piazza, nel lato orientale non ancora ristabilita, verrà ultimata a partire dalla fine del 2012.

## Galleria d'immagini

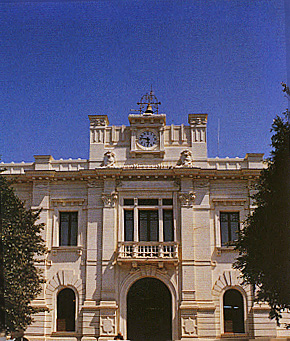
Palazzo San Giorgio
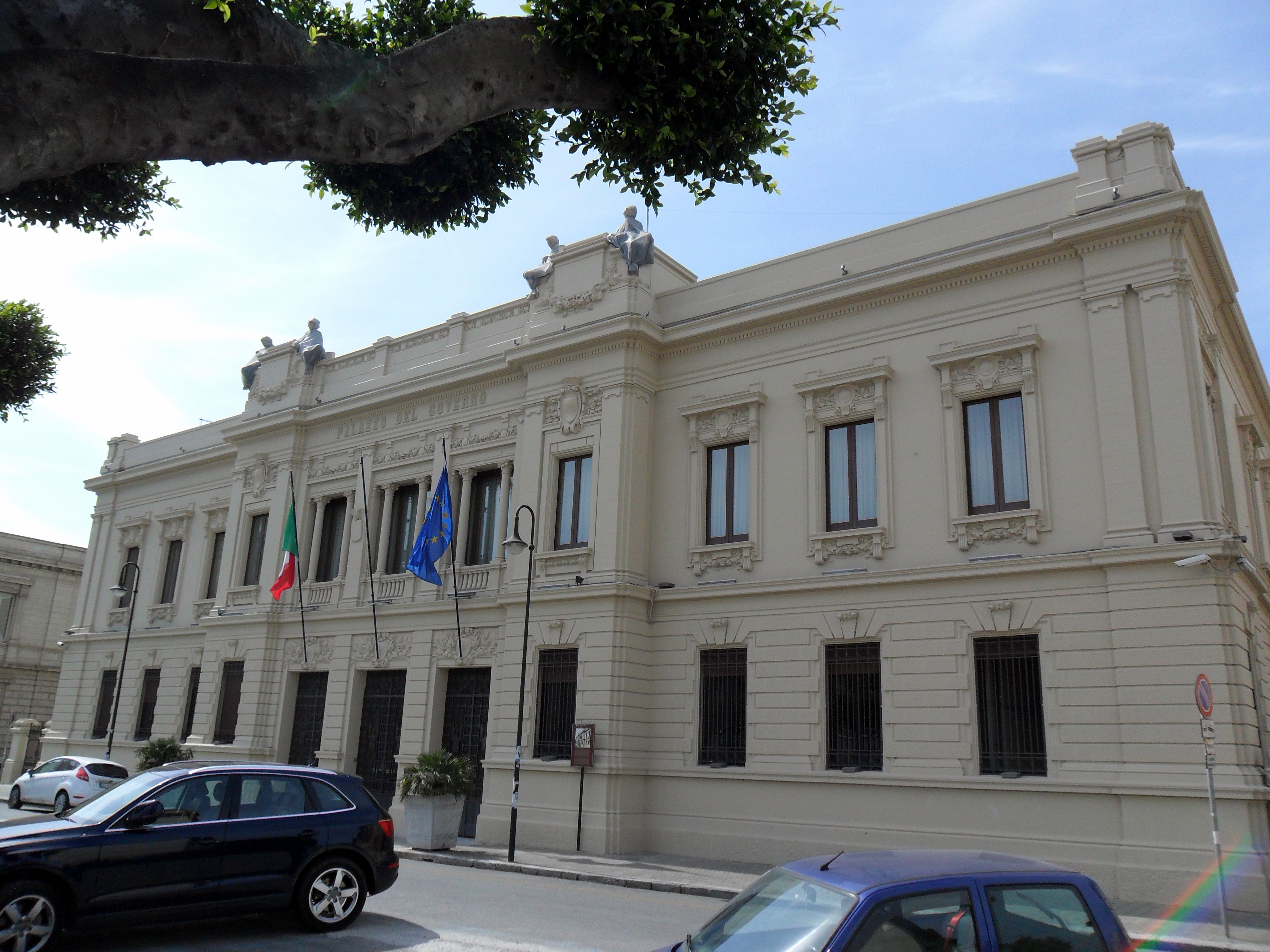
la Prefettura vista da piazza Italia
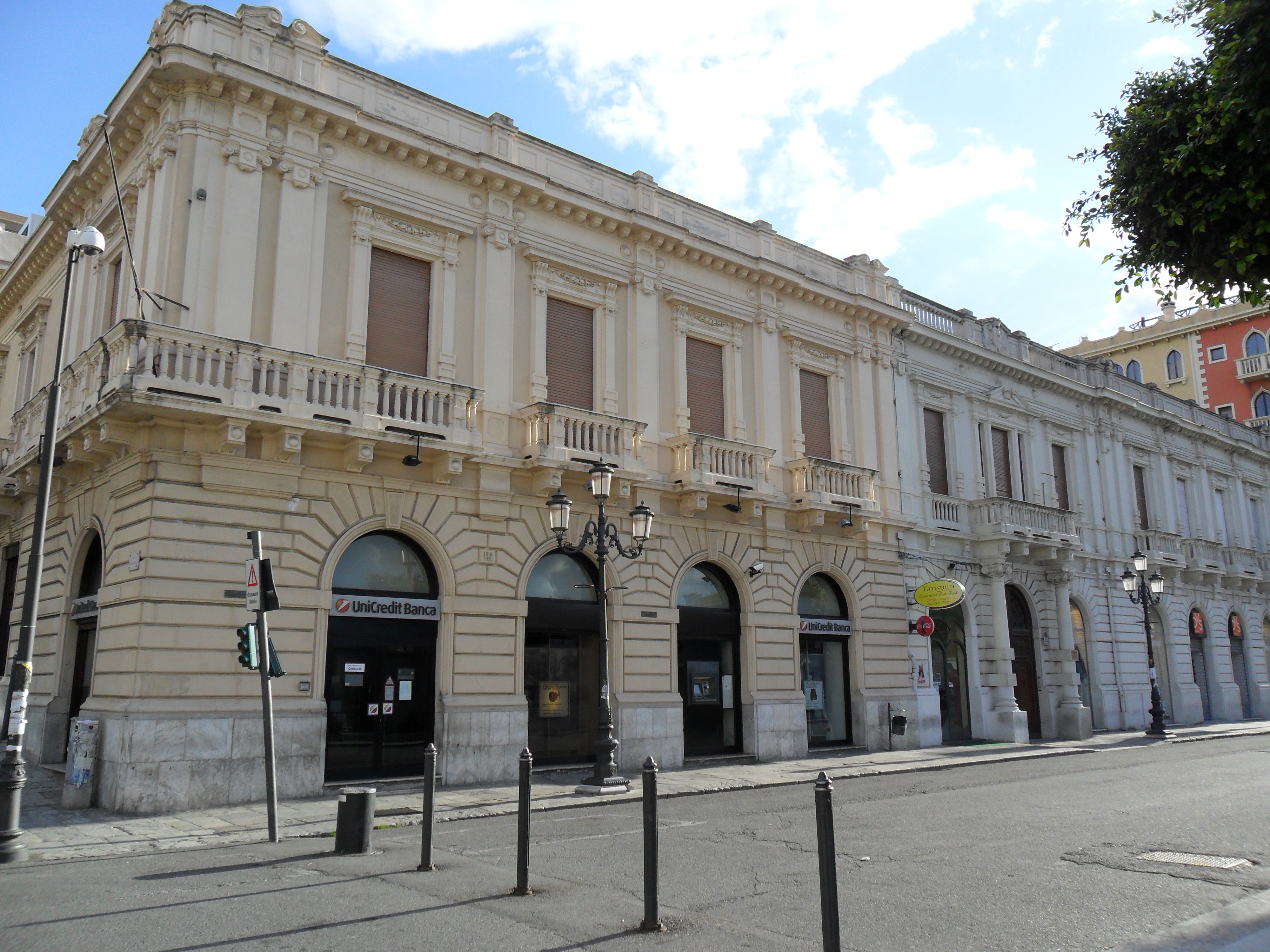
Palazzo Melissari-Musitano che costituisce la scena sud-est della piazza.